# Stenhouse Bay
Stenhouse Bay is een plaats in de Australische deelstaat Zuid-Australië.